# Владимир Тор
Владимир Тор (р. 14 июня 1968; настоящее имя — Владле́н Леони́дович Кра́лин) — российский общественный деятель, один из лидеров русских националистов. Член Координационного совета российской оппозиции, председатель Исполнительного комитета Национально-демократической партии. Организатор «Русских маршей».

## Биография
Родился в Новочеркасске. Предки по отцу — из Сибири, по материнской линии — из донского и терского казачества. Православный.
Окончил Московский институт управления им. Серго Орджоникидзе, факультет управления в энергетическом комплексе. Кандидат исторических наук (2011), научный руководитель — В. Д. Соловей, профессор МГИМО, тема диссертации: «Русская диаспора в странах СНГ и Балтии: численность, расселение, участие в общественно-политической жизни (1991—2008 гг.)».  Lenta.ru утверждает, что диссертация частично является плагиатом, а в автореферате к ней указаны несуществующие публикации.
В 2002 — вице-президент по работе с клиентами банка «НИКойл», позднее занялся реализацией собственных бизнес-проектов. По утверждению «Новой газеты» (со ссылкой на организацию «Сова»), в 2008 году был заместителем гендиректора ООО «Управляющая компания „Моспромстрой“».
Один из руководителей «Русского общественного движения», до запрета праворадикальной организации ДПНИ — член Национального Совета организации. Начиная с 2006 года — в числе постоянных организаторов «Русских маршей». В 2007 году выступил учредителем одноимённой газеты «Русский марш».
Был членом президиума центрального комитета «Родина. Конгресс русских общин»; вышел оттуда в январе 2011 года в связи с переходом на аналогичную должность в движении «Русские». Руководитель закрытой организации «Русский порядок».
В январе 2008 года, комментируя появление в Старопромысловском районе Грозного улицы Псковских десантников, заявил: «Вопрос не в том, чтобы в Грозном была улица Псковских десантников, а в том, чтобы в Москве не было улицы Кадырова».
12 октября 2008 года был задержан вместе с лидером ДПНИ Александром Беловым во время митинга, на которым жители Можайского района Москвы и активисты ДПНИ требовали от властей раскрытия убийства Анны Бешновой. В ноябре 2008 года поддержал действия активистов «Молодой гвардии Единой России», которые провели митинг с требованием отказаться на год от труда мигрантов. 8 апреля 2009 года участвовал в круглом столе, посвящённом дискриминации цыган. Тор заявил, что, по его данным, снос цыганского посёлка в Калининградской области, который оспаривается в Страсбурге, был связан с наркоторговлей в посёлке.
В 2011—2012 гг. принял активное участие в организации протестных акций, представляя в Оргкомитете фракцию националистов. В октябре 2012 года избран в Координационный Совет российской оппозиции от националистов.
С 2012 один из создателей и член Национально-Демократической партии (не зарегистрирована), входит в центральный комитет партии.
Был ведущим телевизионной программы «Тор-шоу».
Женат, воспитывает двух дочерей. В 2020-е годы стал владельцем небольшой таксомоторной компании.